# Toshiki Chino
Toshiki Chino (japanisch 千野 俊樹 Chino Toshiki; * 19. Juli 1985 in der Präfektur Yamanashi) ist ein ehemaliger japanischer Fußballspieler.

## Karriere
Chino erlernte das Fußballspielen in der Schulmannschaft der Nirasaki High School. Seinen ersten Vertrag unterschrieb er 2004 bei den Ventforet Kofu. Der Verein spielte in der zweithöchsten Liga des Landes, der J2 League. Am Ende der Saison 2005 stieg der Verein in die J1 League auf. Für den Verein absolvierte er sieben Ligaspiele. Im April 2006 wechselte er zu TDK (heute: Blaublitz Akita). Ende 2011 beendete er seine Karriere als Fußballspieler.